# Biophytum lourteigiae
Biophytum lourteigiae là một loài thực vật có hoa trong họ Chua me đất. Loài này được Aymard & P.E.Berry mô tả khoa học đầu tiên năm 2003.